# Илбоно
Илбоно (итал. Ilbono) је насеље у Италији у округу Нуоро, региону Сардинија.
Према процени из 2011. у насељу је живело 2071 становника. Насеље се налази на надморској висини од 422 м.

## Становништво
| 1936. | 1951. | 1961. | 1971. | 1981. | 1991. | 2001. | 2011. |
| ----- | ----- | ----- | ----- | ----- | ----- | ----- | ----- |
| 2.007 | 2.222 | 2.494 | 2.471 | 2.474 | 2.388 | 2.293 | 2.207 |